# كريم رشيد
كريم رشيد (بالإنجليزية: Karim Rashid)‏ (ولد في 18 أيلول/ سبتمبر، 1960) هو مصمم صناعي حصل على بكالوريوس في التصميم الصناعي من جامعة كارلتون في أوتاوا، كندا في عام 1982 وأنهى الدراسات العليا في إيطاليا. أنشأ كريم أكثر من 2000 تصميم، بما في ذلك المشاريع التي تضمن التصميم الداخلي، والأزياء، والأثاث، والإنارة، والفن، والموسيقى، والمنشآت المعمارية. وقد وصفته مجلة تايم بأنه المصمم الصناعي الأكثر شهرة في الأمريكتين.

## النشأة والتعليم
ولد في القاهرة لأب مصري وأم إنكليزية في كندا. يقيم كريم الآن في نيويورك ويدير استوديو خاص للتصميم، وقد أنتج وعُرض له حتى الآن 2000 قطعة. نجح في دخول مجال الهندسة المعمارية والتصميم الداخلي، مثل تصميم مطعم موريموتو في فيلادلفيا وفندق سيميراميس في أثينا. عمله يعرض بشكل دائم في أشهر أربعة عشر متحف في العالم، بما فيها متحف الفن الحديث في نيويورك وسان فرانسيسكو. كان كريم مدرساً للتصميم الصناعي لمدة 10 سنوات ويلقي الآن محاضرات في جامعات ومؤتمرات على الصعيد العالمي في العمارة والتصميم.